# Len Henson
Leonard Henson (6 tháng 8 năm 1921 - 8 tháng 5 năm 2008) là một cầu thủ bóng đá người Anh.
Sinh ra ở Kingston upon Hull, ông gia nhập Gillingham sau kết thúc của Thế chiến thứ II, và thi đấu thường xuyên khi đội bóng vô địch Kent League ở mùa giải 1945–46.  Sau khi câu lạc bộ chuyển lên Southern League năm 1946 cơ hội của ông ở đội một bị hạn chế, nhưng ông cũng có 12 lần ra sân ở mùa giải 1948–49 khi đội vô địch Southern League.  Ông vẫn còn nằm trong đội hình chủ Sân vận động Priestfield ngay cả sau khi Gillingham được chọn vào Football League năm 1950, nhưng chỉ thi đấu 8 trận trong 3 mùa giải trước khi chuyển đến đội bóng non-league Whitstable Town với tư cách cầu thủ-huấn luyện viên.  Ông giải nghệ năm 1956.  Năm 1967, ông được bổ nhiệm làm huấn luyện viên của đội bóng non-league khác từ Kent, Maidstone United, nhưng khoảng thời gian đảm nhiệm lại ngắn.